# McLaren Automotive
McLaren Automotive Ltd. (bis 2005 McLaren Cars) ist ein britischer Hersteller von Sportwagen in Kleinserie und eine Tochtergesellschaft der McLaren Group.

## Geschichte
McLaren Automotive ging 1989 aus dem Rennstall McLaren Racing als McLaren Cars hervor. Das erste Projekt war der von 1993 bis 1997 produzierte F1 mit einem Zwölfzylindermotor der BMW Motorsport GmbH. Von 2003 bis 2009 wurde in Kooperation mit Mercedes-Benz der SLR McLaren in den Werken in Portsmouth und Woking hergestellt. 2007 übernahm Bahrain erste Anteile an McLaren. Im September 2009 wurde die Eigenentwicklung MP4-12C und im April 2014 das auf dem 12C basierende Modell 650S vorgestellt, der das erste Modell der neu gegründeten Super Series wurde. Seit dem MP4-12C werden die V6 und V8-Motoren bei Ricardo gefertigt.
2015 wurde das erste Modell der Sports Series, der 570S vorgestellt, der als Einstiegsmodell unterhalb des 650S positioniert ist. Im selben Jahr kam der 675LT auf den Markt. Er ist ein weiteres Modell der Super Series und basiert auf dem 650S. Coupé als auch Spider sind auf jeweils 500 Exemplare limitiert.
Mitte 2020 geriet das Unternehmen in finanzielle Schwierigkeiten. Nachdem die britische Regierung ein Darlehen über 170 Millionen Euro ablehnte, half die Staatsbank von Bahrain NBB mit 160 Millionen Euro. Infolgedessen gehört McLaren 2024 zu 100 Prozent Bahrain.
Ende Juni 2025 wurde Luca Cordero di Montezemolo, der mehr als 25 Jahre für Ferrari gearbeitet hat, neuntes Vorstandsmitglied bei McLaren Automotive.

## Firmenfarbe
Die ersten Rennerfolge erzielte McLaren in den 1960er und 1970er Jahren, wobei die Fahrzeuge damals in einem speziellen Orange lackiert waren. Diese „Papaya-Orange“ genannte Farbe ist bis heute die Firmenfarbe von McLaren.

## Modelle
Die aktuellen Modelle von McLaren sind in drei sogenannte „Series“ unterteilt.
| Bauzeitraum     | Modell           | Bild     |
| Supercar        | Supercar         | Supercar |
| --------------- | ---------------- | -------- |
| seit 2021       | McLaren Artura   |          |
| Super Series    |                  |          |
| seit 2023       | McLaren 750S     |          |
| Ultimate Series |                  |          |
| seit 2023       | McLaren GTS      |          |
| seit 2023       | McLaren Solus GT |          |
| ab 2026         | McLaren W1       |          |

| Ehemalige Modelle | Ehemalige Modelle         | Ehemalige Modelle |
| Bauzeitraum       | Modell                    | Bild              |
| ----------------- | ------------------------- | ----------------- |
| 1993–1997         | McLaren F1                |                   |
| 2003–2009         | Mercedes-Benz SLR McLaren |                   |
| 2011–2014         | McLaren MP4-12C           |                   |
| 2013–2015         | McLaren P1                |                   |
| 2015              | McLaren P1 GTR            |                   |
| 2014–2017         | McLaren 650S              |                   |
| 2015–2017         | McLaren 675LT             |                   |
| 2018–2019         | McLaren Senna             |                   |
| 2019–2020         | McLaren Speedtail         |                   |
| 2015–2021         | McLaren 540C              |                   |
| 2015–2021         | McLaren 570S              |                   |
| 2016–2021         | McLaren 570GT             |                   |
| 2018–2021         | McLaren 600LT             |                   |
| 2020–2021         | McLaren 620R              |                   |
| 2020–2021         | McLaren Sabre             |                   |
| 2017–2022         | McLaren 720S              |                   |
| 2019–2023         | McLaren GT                |                   |
| 2020–2023         | McLaren 765LT             |                   |
| 2020–2023         | McLaren Elva              |                   |

## Händler
In folgenden Städten wurden Verkaufsstützpunkte eingerichtet (Auswahl):
| Europa | Nordamerika                                                            | Lateinamerika                      | Mittlerer Osten/Afrika                                     | Asien-Pazifik                                                                         |
| --- | ---------------------------------------------------------------------- | ---------------------------------- | ---------------------------------------------------------- | ------------------------------------------------------------------------------------- |
| - Birmingham - London - Manchester - Düsseldorf - Hamburg - Frankfurt am Main - Mailand - Marbella - München - Nürnberg - Brüssel - Monaco - Paris - Stockholm - Böblingen - Wien - Zürich | - Dallas - Beverly Hills - Greenwich - Palo Alto - Tampa Bay - Toronto | - Mexiko-Stadt - Santiago de Chile | - Doha - Dschidda - Dubai - Kuwait - Johannesburg/Kapstadt | - Auckland - Bangkok - Melbourne - Osaka - Peking - Seoul - Singapur - Sydney - Tokio |